# 1311
Cette page concerne l'année 1311  du calendrier julien.
L'année 1311 est une année commune qui commence un vendredi.

## Événements

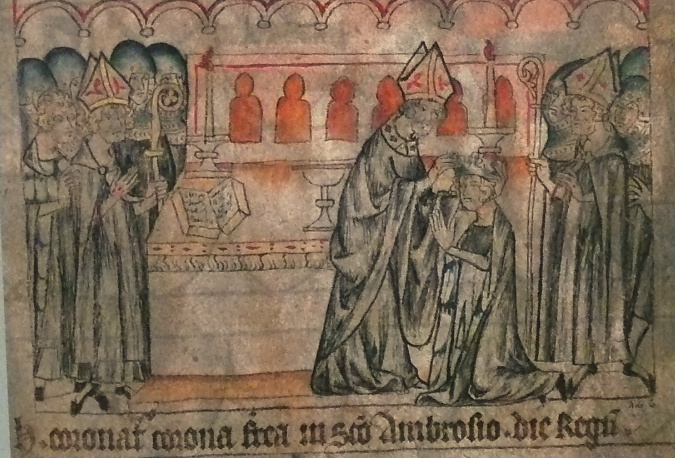
Henri VII de Luxembourg couronné roi des Lombards à Milan.

- 6 janvier : Henri VII de Luxembourg est couronné roi d'Italie à Milan[1].
- 27 janvier : début du règne de Bouyantou, grand Khan des Mongols (fin en 1320)[2].
- Janvier : dévaluation de la monnaie en France. Frappe de l’agnel, pièce valant une livre tournois (20 sous)[3].
- 11 février : Jean Ier de Luxembourg est couronné roi de Bohême par l'archevêque de Mayence. À demi-français par son éducation, il sera mêlé aux luttes pour l’empire entre les Habsbourg et les Wittelsbach, prenant parti pour les seconds. En butte à l’hostilité de la noblesse tchèque, il abandonne l’administration du pays à son épouse et passe sa vie à parcourir l’Europe, se rendant au Luxembourg et à la cour de France. Chevalier errant, il tente de faire de Prague un centre de chevalerie avec une organisation de la table ronde du roi Arthur.
- 12 février : l'empereur Henri VII fait face à Milan à une révolte fomentée par les Della Torre, qui va s'étendre à d'autres villes lombardes, tandis que les Visconti jouaient un rôle trouble.
- 15 mars : le duché d'Athènes passe aux mains des Catalans à la bataille d'Halmyros[4]. Les mercenaires catalans recrutés par le duc d’Athènes Gautier V de Brienne le massacrent avec tous ses chevaliers. Ce désastre achève de ruiner la prédominance française en Orient. Le duché catalan à Athènes subsiste jusqu’en 1388.
- 7 avril : bataille de Woplauken (en) (Woplawki) entre Ordre Teutonique et Vytenis, Grand-Duc de Lituanie.
- 15 avril[5] : Vicence, révoltée contre Padoue, est prise par Cangrande della Scala puis annexée par Vérone (fin en 1404).
- 27 avril : bulle Rex Gloriae. Le pape Clément V règle le contentieux avec la France. Guillaume de Nogaret et Sciarra Colonna sont absous mais la condamnation de Boniface VIII est évitée.
- 18 mai : en Italie, l'armée impériale d'Henri VII, après avoir pris Crémone, commence le siège de Brescia.
- 13 juillet : Matteo Visconti se rétablit à Milan. Il conquiert Bergame, Crémone, Plaisance, Pavie, Alexandrie, Tortone et Verceil.
- 18 septembre[6] : capitulation de Brescia assiégée depuis le 19 mai par les Impériaux.
- 16 octobre : début du Concile de Vienne. Le pape Clément V accorde malgré lui la convocation d’un concile à Philippe le Bel pour juger la mémoire de Boniface VIII. Il parvient à éviter le procès en concédant au roi la condamnation des Templiers (1312). Privé de son véritable objet, le concile prend des mesures propres à renforcer l’unité de l’Église et à stimuler son activité intellectuelle (canon des langues, projet de création de chaires de langues orientales dans les universités). Pendant le concile de Vienne, les envoyés du roi Henri II de Chypre remettent au pape Clément V un projet de croisade en Terre sainte[7].
- 21 octobre[8] : Henri VII entre à Gênes où il rétablit la paix entre les factions en nommant des vicaires d'empire.

- Les Turcs ravagent pour la première fois la Thrace entre 1311 et 1314[9].
- Concile condamnant un prêtre de Novgorod qui refusait l’institution monastique[10].
- Consécration à Novgorod d’une chapelle dédiée à Vladimir « l’Apôtre de la Russie ». Son culte se développe[11].